# 브렛 로어
브렛 로어(Bret Loehr, 1993년 7월 9일 ~ )는 미국의 배우, 텔레비전 배우, 영화배우이다.

## 영화
- 트루 애덜레슨츠 (2009년)
- 고스트 앤 크라임 (2005년)
- 아이덴티티 (2003년)